# Fruhstorferia mizunumai
Fruhstorferia mizunumai är en skalbaggsart som beskrevs av Shinji Nagai och Hirasawa 1991. Fruhstorferia mizunumai ingår i släktet Fruhstorferia och familjen Rutelidae. Inga underarter finns listade i Catalogue of Life.